# ميكو (شنتو)

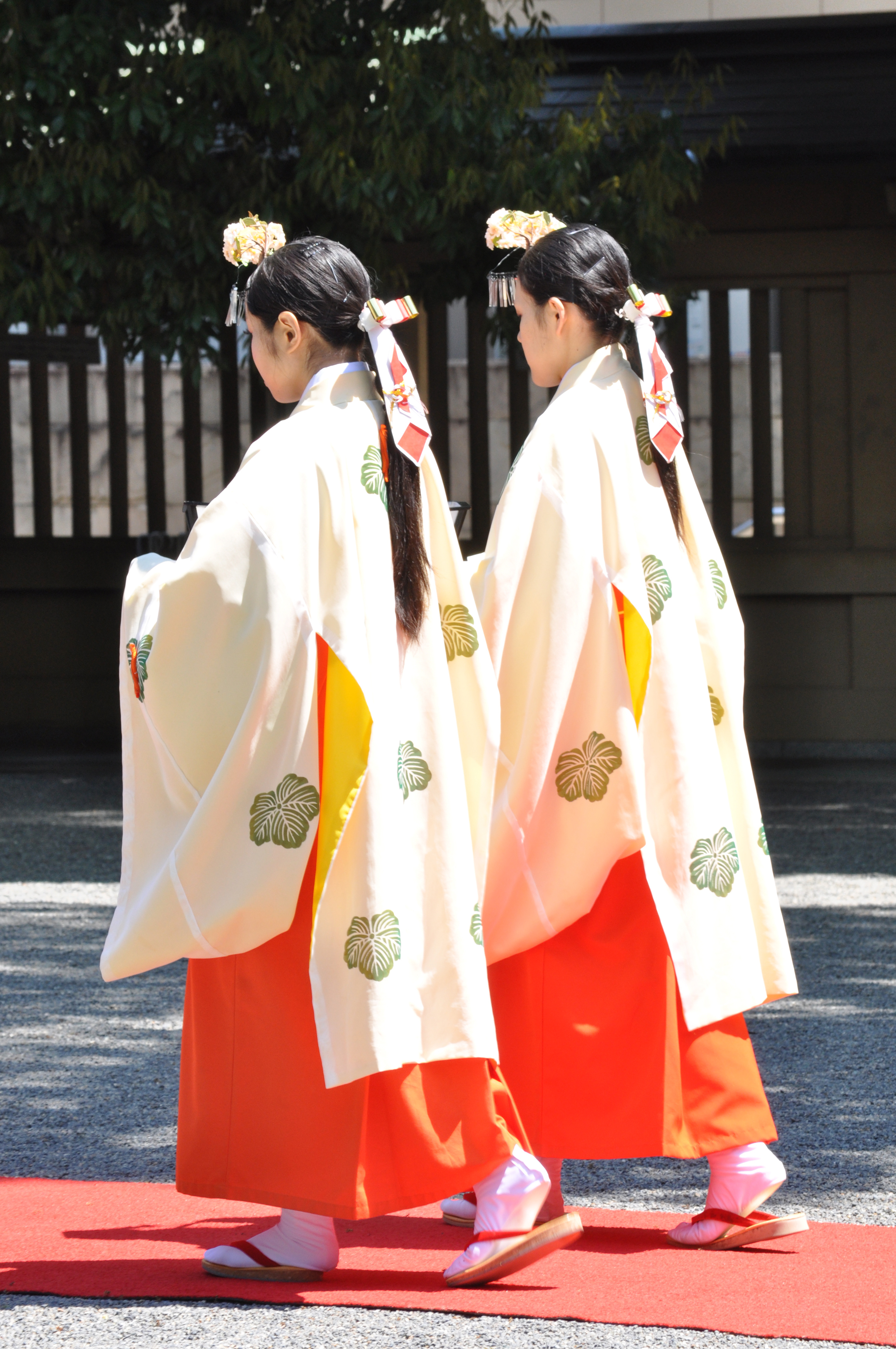
ميكو في ملابسرسمية.

ميكو (巫女 Miko) هن شابات يخدمن مزارات شنتو في اليابان، ويساعدن الرهبان في مهامهم الكتابية اليومية ويقمن بالتنظيف كما يقمن برقصة الكاغورا المقدسة ويرحبن بالزائرين القادمين إلى الأماكن المقدسة.

## أصل التسمية
أصل مصطلح ميكو (巫女) غير واضح. حيث تشير كتابة قديمة لهذه الكلمة "神子  حرفيًا "طفل الكامي "، إلى دور الوسيط بين البشر والآلهة الشنتوية: الكامي. من المحتمل أن يكون المصطلح عبارة عن قراءة جديدة للمصطلح 御子 ("الطفل الإمبراطوري")، مشيرا إلى صفات القوة الروحية والولادة السامية.
إن السجل الأول لأي شيء يشبه مصطلح «ميكو»، هو المرجع الصيني هيميكو، وهو أول مرجع تاريخي موثق لليابان (ليس أسطوريًا)، ومع ذلك فمن غير المعروف تمامًا ما إذا كانت هيميكو هي ميكو اليابانية أو لا، أو حتى إذا كانت ميكو موجودة حقا في تلك الأيام.

## التاريخ

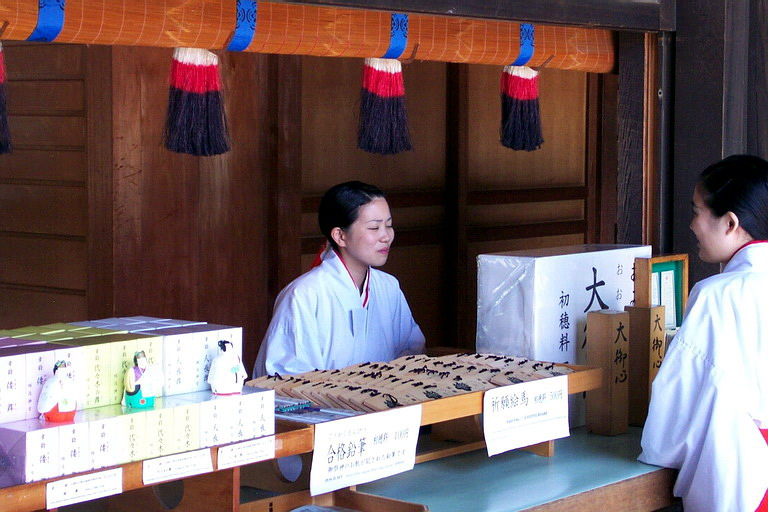
ميكو تدير متجر Meiji-jingū.

يعود تاريخ الميكو إلى فترة جومون في اليابان. حيث كانت النساء اللائي يدخلن في غيبوبة ويتكلمن بالنبوءات أو كلمات الآلهة، مثل بيثيا دلفي في اليونان القديمة، يُطلق عليهن اسم ميكو أو (شامان الشينتو) الذي يعتبر الدين الأصلي للأرخبيل الياباني.
كانت الميكو في وقت مبكر شخصية اجتماعية مهمة، حيث كانت «مرتبطة بالطبقة الحاكمة». «بالإضافة إلى أدائها للرقص الطقوسي»، كتبت كولي، «تقوم الميكو بمجموعة متنوعة من الوظائف الدينية والسياسية». وتضيف كولي أن إحدى مدارس الميكو التقليدية «تدعي أنها تنحدر من إلهة أوزومي».
في وقت لاحق، تم اطلاق اسم ميكو على حارسات شابات في معابد الشينتو.  كن في الغالب بنات الرهبان الذين اعتنوا بالمزارات الشنتوية. ويشمل دور الميكو أداء الرقصات الاحتفالية (وتسمى ميكو ماي)، وكذلك مساعدة الكهنة في مختلف الاحتفالات، وخاصة حفلات الزفاف في تقاليد الشنتو. يستمر هذا التقليد إلى اليوم وما زلنا نجد فتيات الميكو في مزارات الشنتو المنتشرة في أنحاء الأرخبيل؛ ومعظمهن من الموظفين بدوام كامل أو بدوام جزئي، أو متطوعات. مهمتهم اليوم هي المساعدة في عمل المعبد، وأداء الرقصات الاحتفالية، وتقديم الأوميكوجي والحفاظ على المحلات التجارية في المزار. وهن من الشابات العذراوات ويغادرن المعبد بعد زواجهن مباشرة.

## اللباس
الزي التقليدي للميكو يتكون من هاكاما قرمزي يدعى هيباكاما (緋袴)، وقمة كيمونو أبيض بأكمام واسعة يدعى شيهايا (千早)، غالبًا ما يزين باللون الأحمر وأحيانًا بأشكال احتفالية، وصنادل تقليدية (الزوري) ،،. ومن الشائع أيضًا أن ترتدي ميكو هانا كانزاشي (花簪)، وهو دبوس شعر مزين بالورود، أو غيرها من الحلي، عموما بيضاء أو حمراء.

## التدريب التقليدي
تنتقل مكانة الشامان من جيل إلى جيل، ولكن في بعض الأحيان قد لا ينحدر الشخص مباشرة من الشامان، ولكنه تطوع في التدريب أو تم تعيينه من قبل زعماء القرية. لتحقيق ذلك، يجب أن يمتلك هذا الشخص بعض المهارات ويمكن اعتبار العديد من الخصائص كعلامة تقرب الشخص تجاه الشامانية كالعصاب، والهلوسة، والسلوك غير العادي والهستيريا. ولا يزال يشار إلى هذه الحالات باسم «الأمراض الشامانية».

لتصبح شامانًا، تضطر الفتاة (التي لا تزال في سن مبكرة، بعد بدء دورة الحيض) إلى الخضوع لتدريب مكثف خاص بالكوشيوسي ميكو  تحت اشراف شامان كبير معترف به، والذي يمكن أن يكون أحد أفراد أسرتها (مثل العمة) أو أحد أفراد القبيلة، والذي من شأنه أن يعلم الفتاة التقنيات اللازمة للسيطرة على حالتها العصبية. ويتم ذلك عن طريق الطقوس بما في ذلك الغسيل بالماء البارد والتنقية المنتظمة والامتناع عن ممارسة الجنس ومراقبة المحرمات الشائعة مثل الموت والمرض والدم. وتدرس أيضا كيفية التواصل مع الكامي وأرواح المتوفين، كوسيطة روحانية، عن طريق مس تلك الأرواح لها. ويتم تحقيق ذلك من خلال الهتاف والرقص، ويتم هذا بتعليم الفتاة الألحان والترتيل اللذان كانا يستخدمان في الأغاني والصلوات والصيغ السحرية، بدعم من الطبول والأجراس. 

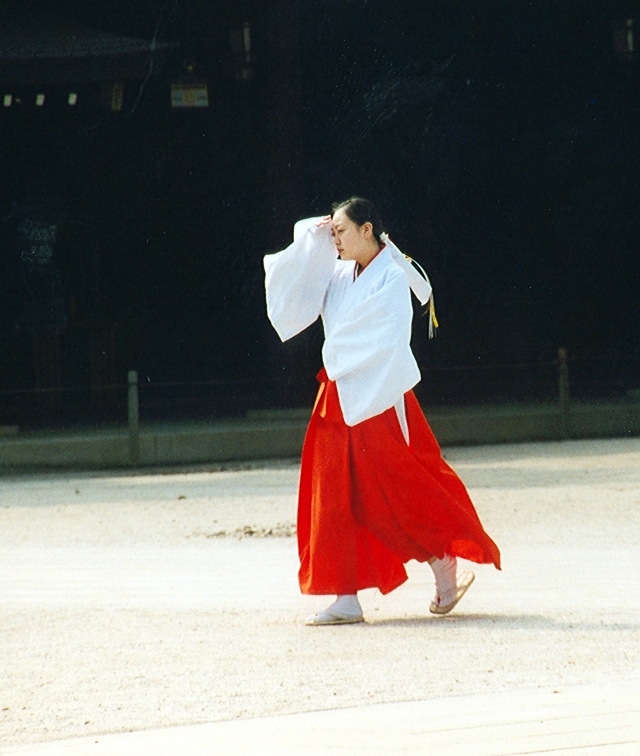
ميكو تتدرب

السمات الأخرى المستخدمة للطقوس هي المرايا (لجذب الكامي) والسيوف (كاتانا). كما تحتاج أيضًا إلى معرفة أسماء عدة من الكامي التي كانت مهمة لقريتها، وكذلك وظيفتها. أخيرًا، تتعلم لغة سرية، لا يعرفها إلا المطلّعون (الشامان الآخرون من القبيلة) وتكتشف بذلك سر الكهانة وأسرار الصيغ السحرية. بعد التدريب، الذي قد يستغرق من ثلاث إلى سبع سنوات، تحصل الفتاة على طقوس قبولها لتصبح شامانًا حقيقيًا. حيث يشهد هذا الحفل السري معلمها وشيوخها الآخرين وزملاؤها الشامان. ترتدي الفتاة كفنًا أبيض كرمز لنهاية حياتها السابقة. ثم يبدأ الشيوخ بالترتيل وبعد فترة تبدأ الفتاة بالارتعاش. بعد ذلك، سيسأل المعلم الفتاة عن الكامي الذي تقمصها وبالتالي تكون هو الذي ستخدمه. بمجرد إجابتها، يرمي معلمها كعكة الأرز في وجهها، مما يتسبب في إغمائها. بعد ذلك يضع كبار السن الفتاة في سرير دافئ ويبقونها دافئة حتى تستيقظ. عندما تنتهي هذه المحنة بأكملها وتستيقظ، يسمح لها بارتداء فستان زفاف ذو ألوان جميلة وأداء التقاليد المناسبة لنخب الزفاف.
التشابه مع حفل الزفاف من حيث طقس القبول في أن المتدربة، التي ما زالت عذراء، قد أصبحت عروس الكامي الذي تخدمه (تسمى تامايوري هيمي 玉 依 姫). خلال نشوتها، يطلب الكامي من الفتاة القدوم إلى مزاره. وفي بعض المناطق في اليابان، كان عليها إحضار قدر مملوء بالأرز (meshibitsu)ومقلاة.

من الممارسات القديمة التي تم التخلي عنها منذ زمن طويل، أن تشارك الميكو في الاتصال الجنسي مع الكانوتشي (kannushi)، الذي سيمثل الكامي. أي طفل يولد بعد ذلك سيعتبر طفل الكامي (ميكوغامي mikogami 御 子 神). 

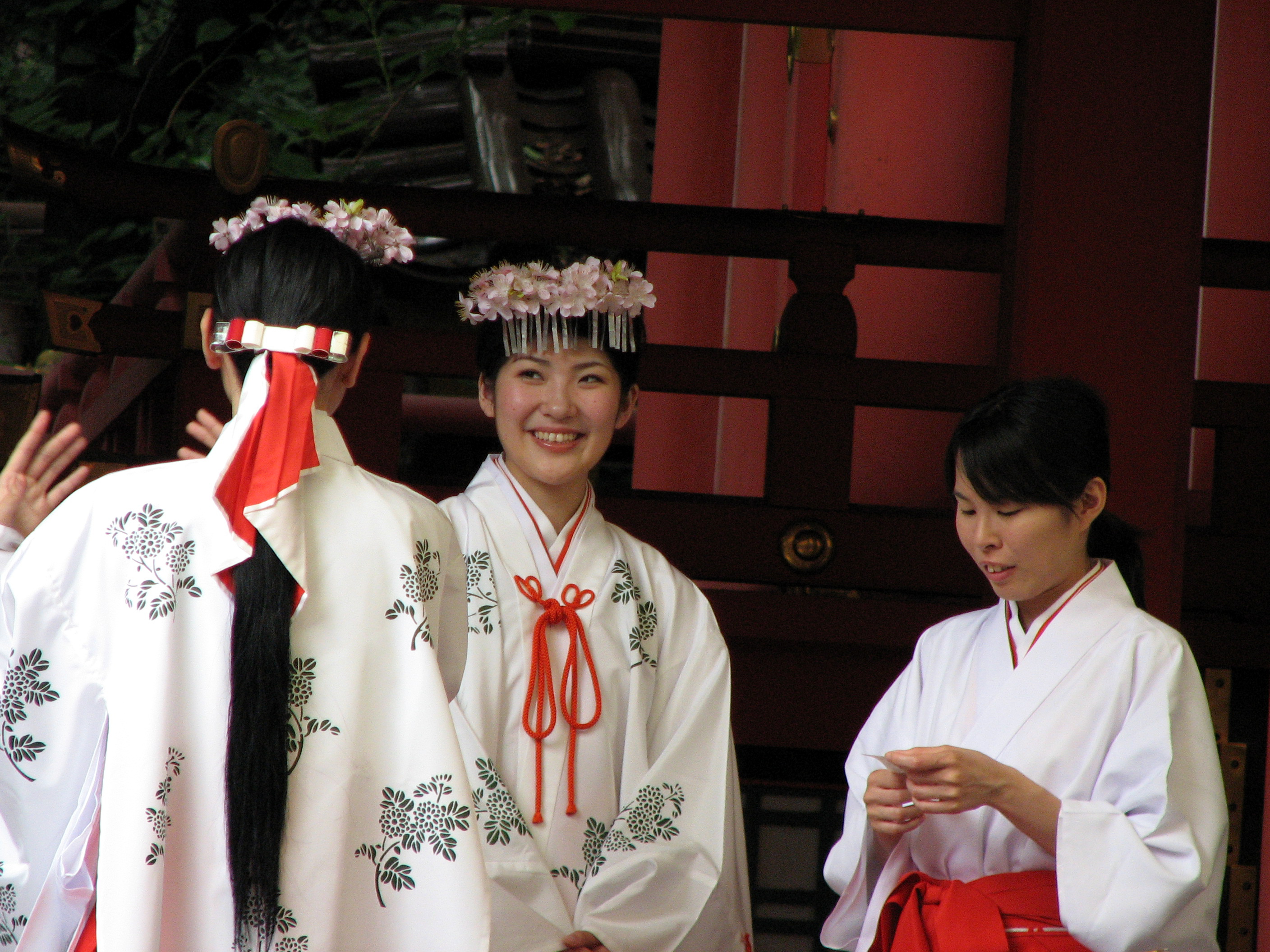
ميكو في ضريح إيكوتا

في بعض الحالات، تتم زيارة الفتيات أو النساء في الليل بروح مسافرة (ماريبيتو marebito 稀 人). بعد هذه الزيارة، تعلن المرأة للجمهور عن موقفها الجديد المتمثل في أن الكامي قد تقمصها بوضع سهم ذي ريشة بيضاء على سطح منزلها.

## الميكو المعاصرة
غالبًا ما تُرى الميكو في الوقت الحديث في مزارات الشنتو، حيث يساعدن في وظائف المزار، ويؤدين الرقصات الاحتفالية، ويقدمن أوراق حظ الأوميكوجي، ويبعن الهدايا التذكارية، ويساعدن الكانوشي في طقوس الشنتو. تصف كولي الميكو المعاصرة بأن: «لها صلة قرابة بعيدة لأختها الشامانية القديمة، من المحتمل أنها طالبة جامعية تحصل على أجر متواضع من هذه الوظيفة بدوام جزئي».